# Betzov zakon
Betzov zakon matematički prikazuje stupanj aerodinamičke pretvorbe koji je jednak omjeru snage na vratilu vjetroagregata i raspoložive snage u slobodnoj struji vjetra. Nažalost, dio ukupne kinetičke energije vjetra je neiskoristiv, jer vjetar mora nastaviti strujanje kako bi omogućio dolazak vjetru iza sebe. Najveći mogući stupanj aerodinamičke pretvorbe je tzv. Betzova granica i ona iznosi 0,593 (16/27). Nijedan trenutno dostupan moderni vjetroagregat ne može imati učinkovitost veću od:
{\displaystyle P_{\rm {max}}={\begin{matrix}{\frac {16}{27}}\cdot {\frac {1}{2}}\end{matrix}}\cdot \rho \cdot S\cdot v_{1}^{3}}.
Zbog dodatnih gubitaka pri pretvorbi energije do dobivanja električne energije proizlazi da se manje od pola kinetičke energije vjetra može iskoristiti kao korisna električna energija. Za moderne vjetroturbine je stupanj iskorištenja ≈ 0,45, a na nekim turbinama ide sve do 0,50.
Betzov zakon praktički znači da niti jedan vjetroagregat ne može biti učinkovitiji od 59,3%.

## Fizikalno objašnjenje
Pretvorba kinetičke energije vjetra u kinetičku energiju vrtnje vratila se odvija pomoću lopatica rotora vjetroagregata.

### Pretpostavke
- rotor vjetroagregata nema gubitke u ležajevima – to je teoretski idealni rotor, s beskonačnim brojem lopatica, koje nemaju otpor strujanju zraka. Svaki otpor strujanja smanjuje teoretsku idealiziranu vrijednost.
- protok zraka je horizontalan, te sav obujam zraka koji uđe u lopatice vjetroagregata i izađe iz lopatica vjetroagregata.
- protok zraka je nestišljiv, što znači da gustoća zraka ostaje nepromjenjiva, te nema prijelaza topline s rotora na zrak i obratno.
- rotor vjetroagregata je bez težine, pa se ne uzima u obzir moment sile tog rotora.

### Primjena zakona o očuvanju energije
Primjenom zakona o očuvanju energije, maseni protok (protok mase fluida u jedinici vremena) se može izraziti:
{\displaystyle {\dot {m}}=\rho \cdot A_{1}\cdot v_{1}=\rho \cdot S\cdot v=\rho \cdot A_{2}\cdot v_{2}}
gdje je: v1 – brzina fluida ispred rotora (m/s), v2 – brzina fluida iza rotora (niz vjetar), v – brzina fluida na rotoru, ρ – gustoća fluida (kg/m3), S – površina lopatica rotora (m2). Sila kojom lopatice rotora djeluju na vjetar ili protok fluida se može izraziti:
{\displaystyle {\begin{aligned}F&=m\cdot a\\&=m\cdot {\tfrac {dv}{dt}}\\&={\dot {m}}\cdot \Delta v\\&=\rho \cdot S\cdot v\cdot \left(v_{1}-v_{2}\right)\\\end{aligned}}}

### Snaga i rad sile
Rad koji vrši ta sila za vrlo mali pomak se može izraziti:
{\displaystyle dE=F\cdot dx}
A snaga vjetra time proizlazi:
{\displaystyle P={\begin{matrix}{\frac {dE}{dt}}\end{matrix}}=F\cdot {\begin{matrix}{\frac {dx}{dt}}\end{matrix}}=F\cdot v}
Ako se uvrsti vrijednost sile u zadnju jednadžbu, snaga vjetra je:
{\displaystyle P=\rho \cdot S\cdot v^{2}\cdot (v_{1}-v_{2})}
Snaga vjetra se može izračunati i korištenjem izraza za kinetičku energiju vjetra:
{\displaystyle P={\begin{matrix}{\frac {\Delta E}{\Delta t}}\end{matrix}}}
{\displaystyle ={\begin{matrix}{\frac {1}{2}}\end{matrix}}\cdot {\dot {m}}\cdot (v_{1}^{2}-v_{2}^{2})}
Uvrštavanjem izraza za maseni protok vjetra dobivamo:
{\displaystyle P={\begin{matrix}{\frac {1}{2}}\end{matrix}}\cdot \rho \cdot S\cdot v\cdot (v_{1}^{2}-v_{2}^{2})}
Oba izraza za snagu vjetra su točna, tako da se vrijednosti mogu izjednačiti:
{\displaystyle P={\begin{matrix}{\frac {1}{2}}\end{matrix}}\cdot \rho \cdot S\cdot v\cdot (v_{1}^{2}-v_{2}^{2})=\rho \cdot S\cdot v^{2}\cdot (v_{1}-v_{2})}
Sređivanjem vrijednosti dobivamo:
{\displaystyle {\begin{matrix}{\frac {1}{2}}\end{matrix}}\cdot (v_{1}^{2}-v_{2}^{2})={\begin{matrix}{\frac {1}{2}}\end{matrix}}\cdot (v_{1}-v_{2})\cdot (v_{1}+v_{2})=v\cdot (v_{1}-v_{2})}
ili
{\displaystyle v={\begin{matrix}{\frac {1}{2}}\end{matrix}}\cdot (v_{1}+v_{2})}
To znači da se brzina vjetra na lopaticama rotora može uzeti kao srednja vrijednost brzine vjetra ispred i iza rotora.

### Betzov zakon i stupanj aerodinamičke pretvorbe
Izraz za kinetičku energiju vjetra se može napisati kao:
{\displaystyle {\dot {E}}={\begin{matrix}{\frac {1}{2}}\end{matrix}}\cdot {\dot {m}}\cdot (v_{1}^{2}-v_{2}^{2})}
{\displaystyle ={\begin{matrix}{\frac {1}{2}}\end{matrix}}\cdot \rho \cdot S\cdot v\cdot (v_{1}^{2}-v_{2}^{2})}
{\displaystyle ={\begin{matrix}{\frac {1}{4}}\end{matrix}}\cdot \rho \cdot S\cdot (v_{1}+v_{2})\cdot (v_{1}^{2}-v_{2}^{2})}
{\displaystyle ={\begin{matrix}{\frac {1}{4}}\end{matrix}}\cdot \rho \cdot S\cdot v_{1}^{3}\cdot (1-({\frac {v_{2}}{v_{1}}})^{2}+({\frac {v_{2}}{v_{1}}})-({\frac {v_{2}}{v_{1}}})^{3})}.
Deriviranjem gornjeg izraza s obzirom na {\displaystyle {\frac {v_{2}}{v_{1}}}}, može se dobiti maksimalna vrijednost za kinetičku energiju vjetra, a ona je za {\displaystyle {\begin{matrix}{\frac {v_{2}}{v_{1}}}={\frac {1}{3}}\end{matrix}}}. Maksimalna vrijednost za snagu vjetra time proizlazi:
{\displaystyle P_{\rm {max}}={\begin{matrix}{\frac {16}{27}}\cdot {\frac {1}{2}}\end{matrix}}\cdot \rho \cdot S\cdot v_{1}^{3}}.
Ili sređivanjem dobivamo:
{\displaystyle P={\begin{matrix}{\frac {1}{2}}\end{matrix}}\cdot \rho \cdot S\cdot v_{1}^{3}\cdot C_{\mathrm {p} }}.
Stupanj aerodinamičke pretvorbe Cp (= P/Pwind) ima maksimalnu vrijednost: Cp.max = 16/27 = 0,593 (ili 59,3%). %). Za moderne vjetroturbine je stupanj iskorištenja ≈ 0,45, a na nekim turbinama ide sve do 0,50.